# ألكسيس مارتين أرياس
ألكسيس مارتين أرياس (بالإسبانية: Alexis Martin Arias)‏ (4 يوليو 1992 في الأرجنتين - ) هو لاعب كرة قدم أرجنتيني في مركز حراسة المرمى. لعب مع جيمناسيا لابلاتا.

## وصلات خارجية
- ألكسيس مارتين أرياس على موقع قاعدة بيانات كرة القدم.إي يو (الإنجليزية)
- ألكسيس مارتين أرياس على موقع Soccerway.com (الإنجليزية)